# Absolution Tour
Absolution Tour é um DVD da banda inglesa de rock alternativo Muse.
O DVD mostra a banda em concerto no Glastonbury Festival em 2004. O DVD também contem imagens do shows no Earls Court Exhibition Centre e na Wembley Arena em Londres, e também no Wiltern Theater em Los Angeles. A maioria das músicas tocadas são do terceiro álbum de estúdio da banda, Absolution, além de músicas mais antigas. O DVD também contem uma faixa bônus com a edição limitada do álbum Black Holes and Revelations lançado nos Estados Unidos e é o único jeito de pegar a versão do DVD em NTSC, menos no Brasil.

## Faixas

### Show ao vivo:Glastonbury Festival em 2004
1. "Hysteria"
2. "New Born"
3. "Sing for Absolution"
4. "Muscle Museum"
5. "Apocalypse Please"
6. "Ruled By Secrecy"
7. "Sunburn"
8. "Butterflies and Hurricanes"
9. "Bliss"
10. "Time Is Running Out"
11. "Plug In Baby"
12. "Blackout"

### Extras
1. "Fury"  -  (Ao vivo do Wiltern Theater, Los Angeles, California)
2. "The Small Print"  -  (Ao vivo do Earls Court, Londres)
3. "Stockholm Syndrome"  -  (Ao vivo do Earls Court, Londres)
4. "The Groove"  -  (Ao vivo de Cincinnati, Ohio)
5. "Riff Rucas" - (Ao vivo de San Diego, California)

### Faixas bônus (Easter eggs) e Instruções
1. "Thoughts of a Dying Atheist"  -  (Ao vivo do Wembley Arena)
2. "Endlessly"  -  (Ao vivo do Wembley Arena)